# Tenga Hyôbaku
Tenga Hyôbaku (japanisch 天河氷瀑 ‚Tenga-Eisfall‘) ist Gletscherbruch im ostantarktischen Königin-Maud-Land. Er liegt im südlichen Teil der Belgica Mountains.
Japanische Wissenschaftler erstellten 1976 Luftaufnahmen, nahmen von 1979 bis 1980 Vermessungen vor Ort vor und gaben dem Gletscherbruch 1981 seinen Namen. Namensgebend ist das hier vorherrschende Gestein Amazonit, aus dem Japanischen transkribiert Tenga-isi.